# Råstens torp, Järfälla kommun

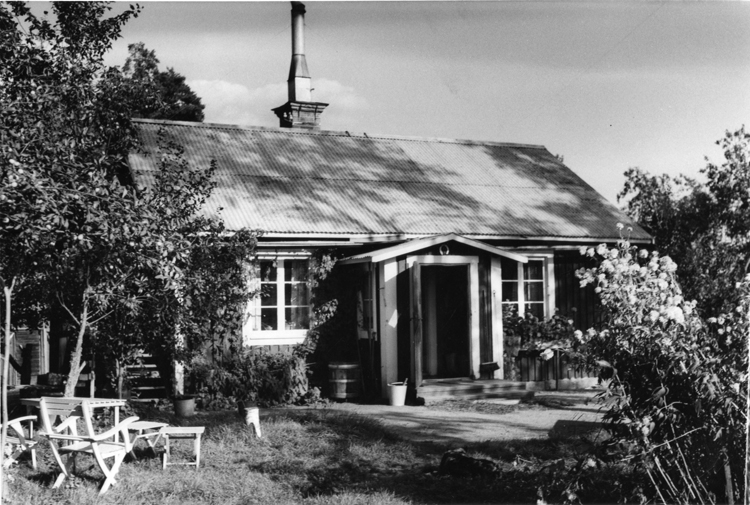
Torpet Råsten i Viksjö byggdes 1825 och revs 1970. Fotografi från 1951.

Råstens torp var ett torp som låg i Viksjö i Järfälla kommun i Stockholms län. Torpet tillhörde Viksjö gård och var beläget cirka 1,5 km väster om Viksjö gård, ungefär 1 km nordöst om skäftingebroarna, precis vid gränsen, eller rågången, mot Görväln. Det byggdes 1825 och revs 1970.
Råstens torp låg utefter nuvarande Råstensvägen, väster om Rågången, mellan vägarna Skalvägen och Siktvägen. Själva torpstugan låg precis vid rågången mot Görvälns ägor. Husen vid torpet låg dels på parkmarksområdet mellan husraderna vid Skalvägen och Siktvägen, dels på tomterna Siktvägen 5–7, dels på Skalvägen 10–6.

## Namnet Råsten och gränsmärket
Torpet fick sitt efter sitt läget på Viksjö ägor omedelbart intill gränsen mot Görväln. Knappt 100 meter rakt öster om torpstugan fanns en rågångssten, ett röse eller råsten, mellan Viksjö och Görväln.

## De första torparna
Mellan åren 1825 och 1956 hade Råsten totalt tio brukare. Den genomsnittliga tiden för dem som torpare var cirka 13 år, men variationen var mycket stor. De två sista torparna på Råsten stod för 86 års bruk av torpet, det blir mer än 60% av torpets hela livslängd. De två sista torparna var Erik Gustaf Andersson och August Flyman.
Råsten byggdes 1825 upptas i husförhörslängden från 1825 och då benämndes det "Nybygget Råsten". Stattorparen Jonas Carlsson var den första torparen på 
Råsten; han bodde där från och med 1825 och Råstens upptas i mantalslängden från 1827. Han var född i Gamla Uppsala 1772 och avled 1831. Han var torpare i sex år på Råsten, men hans hustru Stina Ersdotter stod för torpet i 13 år, till sin död 1844.
År 1850 kom torparen Gustaf Andersson till Råsten, som han brukade till 1857. Han var född i Järfälla 1818 och kom ogift till Råsten, där han 1854 gifte sig med sin piga Christina Catharina Julin. De fick sju barn åren 1854–1863, av vilka fem dog i späd ålder. Under Gustaf Anderssons tid på Råsten bodde där kortare perioder en trädgårdsmästare och en mjölkarrendator. Gustaf Andersson flyttade 1857 till det närbelägna torpet Baset, som låg under Görväln. Han efterträddes 1857 av Isak Ersson Eklund och hustrun Anna Catharina Andersdotter. Familjen kom från Viksjö, där Eklund varit statdräng. Eftersom hustrun avled 1867 flyttade Eklund året därefter tillbaka till Viksjö med sin tioåriga son och blev arbetskarl.

## Torparen 1870–1901
Torparen Erik Gustaf Andersson var född i Flen 1845 och kom till Råsten från Sånga socken år 1870. Han brukade Råsten till 1901, således i 31 år. Han blev far till fem barn, födda 1870–1888. Efter hustruns död i barnsängsfeber gifte han om sig med sin piga och fick sex barn, varav ett dog i späd ålder. Erik Gustaf Andersson kallades "Råstenarn". Andersson gjorde ofta resor in till Stockholm och sålde det som han odlat.

## Torparen 1901–1956

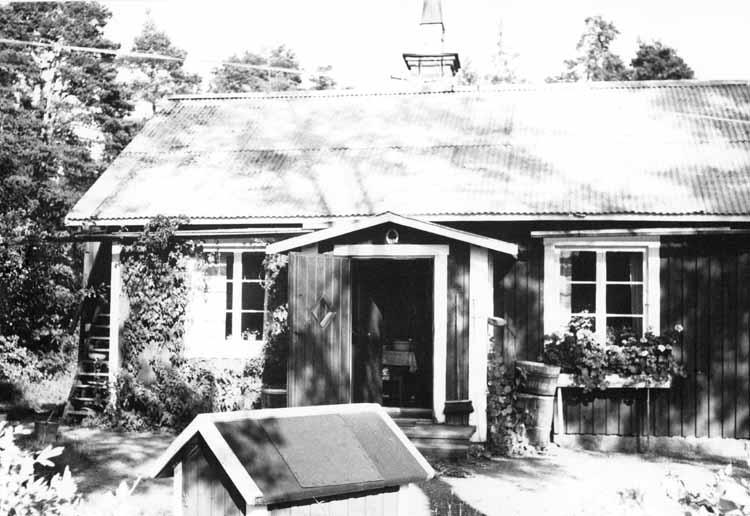
Råstens torpstuga beboddes av August Flyman i 55 år under åren 1901–1956.

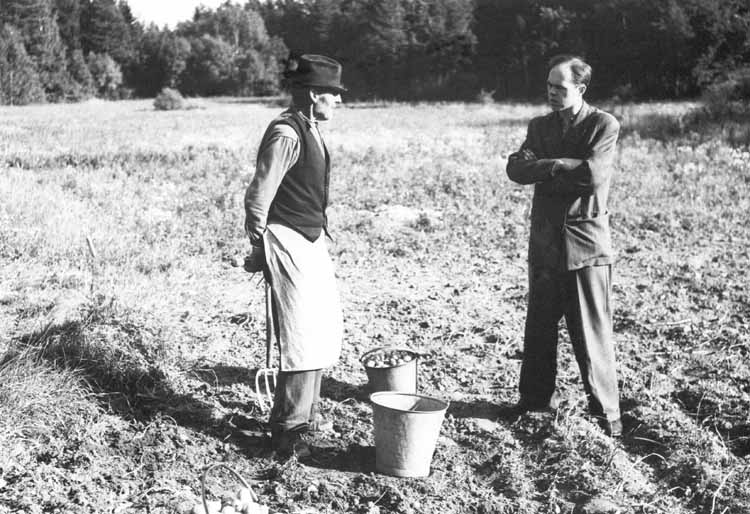
Till vänster siste torparen August Flyman och till höger Lars Gustafsson stående i potatislandet. Fotografi från september 1951.

Den siste torparen på Råsten blev August Flyman, som bodde där till sin död i januari 1956. Flyman var född 1866 i Görväln. Han tog värvning vid flottan 1883 och blev båtsman vid Flysta båtsmansrote i Spånga (därav efternamnet). År 1899 tog han avsked med korprals grad och blev torpare på Råsten 1901.
August Flyman gifte sig 1888 med Hulda Viberg, som var född 1868 och avled 1937. Flyman brukade torpet från 1901, men upphörde med den egentliga torpdriften året efter hustruns död. Han bodde kvar på Råsten till sin död 1956. Flyman arbetade tre dagar på Viksjö och tre dagar på torpet. Han hade i regel en häst, två till tre kor och eventuellt ett par grisar per år och 15–20 höns. Åkermarken uppgick till fem tunnland. Flyman hörde till pionjärerna inom lantarbetarfackföreningen i Järfälla, som startade 1918. Flyman reste in till Hötorget en gång i veckan och sålde sina produkter, bland annat potatis och rotfrukter.
Åren 1939–1945 var Flyman engagerad som kaninuppfödare åt restaurang Cecil i Stockholm. Den ägdes av AB Hufvudstaden, som ju också, via Viksjö AB, ägde Viksjö gård och därmed även Råsten. Flyman torde ha haft mellan 50 à 100 kaniner på Råsten. På matsedeln fick kaninerna benämningen "nyskjuten hare".
Efter 1945 avvecklade Flyman det mesta av sin verksamhet, men ännu i början på 1950-talet hade han en del odlingar på torpet. Under de senare åren livnärde han sig på gården med ved, mjölk, potatis och rotfrukter och han bodde hyresfritt. Flymans dotter Hilda Flyman bodde kvar på torpet en kortare tid efter hans död. Därefter stod torpet obebott några år men åren 1960–1966 var det uthyrt som fritidsbostad. 1970 revs torpet i samband med exploateringen av Viksjöområdet.